# マーキュリー・トレーサー
トレーサー（TRACER ）は、フォードが製造し、マーキュリーブランドで販売していた普通乗用車である。

## 概要
マーキュリーにおける最小クラスの車としてデビューし、2代目より北米版フォード・エスコートの姉妹車となる。マーキュリーディビジョンより販売されるため、他のマーキュリー車と同様、内外装の装備がエスコートよりも豪華となっている。また、全世代においてマツダ・ファミリア/フォード・レーザーをベースに開発されている。

## 初代（1987年-1989年）
1987年、旧式化したマーキュリー・リンクスに代わるマーキュリーディビジョンの最小クラスを受け持つ車として発表された。ボディ形状は3ドアハッチバック、5ドアハッチバック、5ドアステーションワゴンが用意された。ベースとなったのはBF系マツダ・ファミリアであり、デザインはファミリアの姉妹車であり、日本やアジア・オセアニア・環太平洋地域で既に発売されていたフォード・レーザーとほぼ変わらない。またエンジンも直列4気筒 1.6Lのマツダ製B6型を搭載していた。
製造期間は短いが、これはベースとなったファミリアが1989年にフルモデルチェンジを実施したことにより、モデルレンジの整理を行ったためである。

## 2代目（1990年-1996年）
1990年、フルモデルチェンジを実施。同時にトレーサーは前身であるリンクス同様にエスコートと姉妹車の関係となった。ベースとなったのはBG系ファミリアで、デザインはやはりレーザーとほぼ同じである。ボディ形状は4ドアセダンとステーションワゴンで、エスコートには存在した3ドアハッチバッククーペと5ドアハッチバックは用意されなかった。
このモデルのLTSは雑誌「カー・アンド・ドライバー」の1991年のカー・アンド・ドライバー ベスト10に選ばれた。

## 3代目（1996年-1999年）
1997年、エスコートと同時にモデルチェンジ。ただしプラットフォームはBH系ファミリアのものは用いられず旧型のプラットフォームを改良したものを用いており、実質的に先代のスキンチェンジ（ワゴンにおいてはビッグマイナーチェンジ）版である。ボディ形状は先代同様4ドアセダンと5ドアステーションワゴン。セダンのデザインは今までのレーザーを元にしたものから、独自の丸みを帯びたものとなった。ステーションワゴンは先代のボディをそのまま用い、フロントマスクをセダンと共通のデザインに変更している。
エスコートに用意されたハイパワーエンジンが用意されないなど、大きな魅力に乏しいトレーサーは販売不振により1999年に生産を終了しモデル消滅。ボブキャットから続く系譜、3世代約25年の歴史に幕を下ろした。
自動車衝突安全テスト
1999年に米国運輸省道路交通安全局（NHTSA）のテストを受けた。結果は以下の通り。
| 機関  | 国       | 試験年 | 評価                                                                                              | 備考 |
| ----- | -------- | ------ | ------------------------------------------------------------------------------------------------- | ---- |
| NHTSA | アメリカ | 1999年 | - Driver Front ★★★ - Passenger Front ★★★ - Driver Side ★★★ - Passenger Side ★★★ - Rollover 未検証 |      |

## 幻の4代目
2010年初めフォードは3代目フォーカスのバッジエンジニアリング版としてトレーサーを復活させることを計画する。当時販売不振にあえぐマーキュリーにとってはブランドの再興もとい延命がかかっていたが2010年の夏、フォードはマーキュリー部門の廃止を発表。トレーサーの復活は幻に終わった。

## 車名の由来
「トレーサー」は、「追跡者」を意味する英語である。